# Wachsames Hähnchen

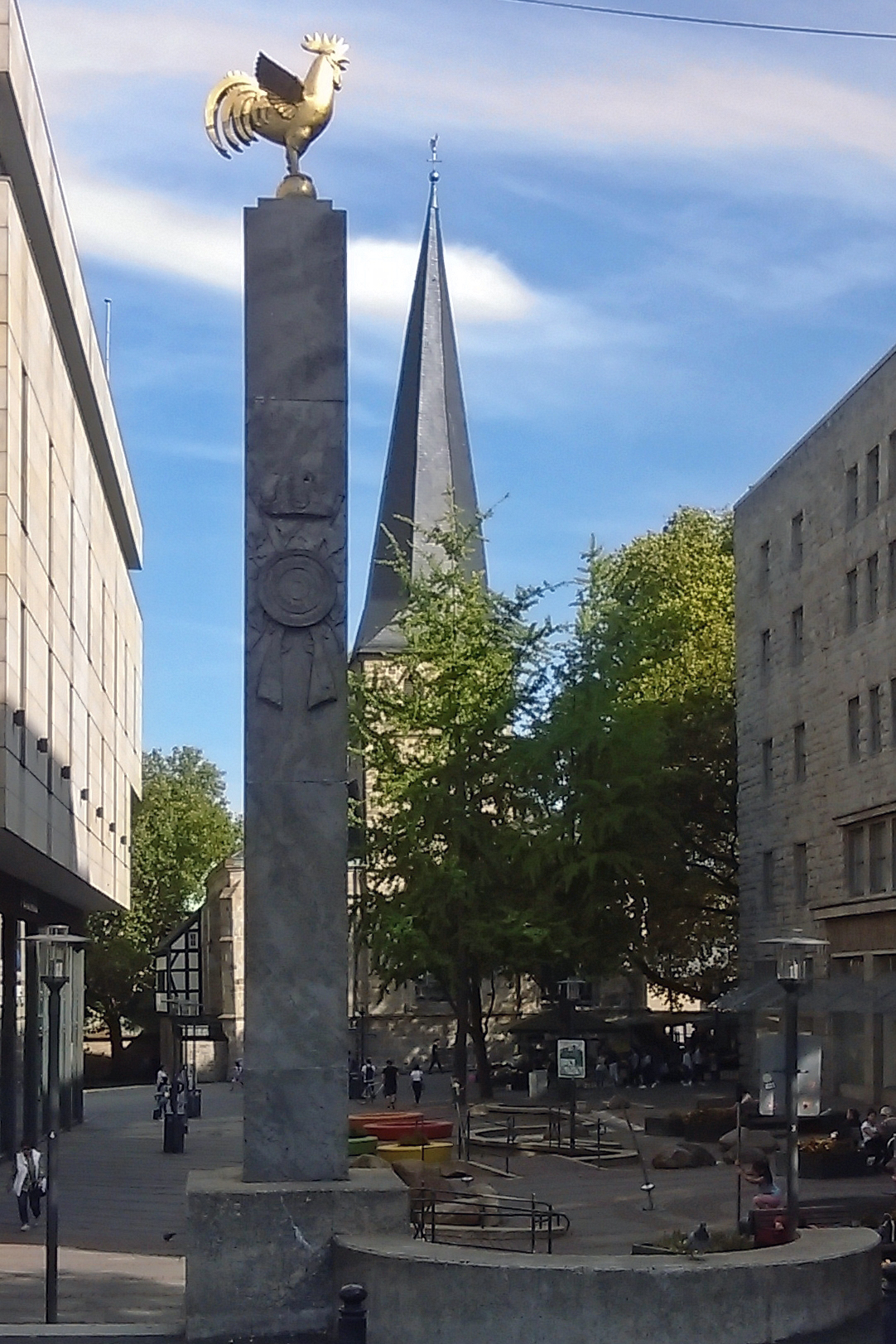
Denkmal Wachsames Hähnchen auf dem Friedensplatz

Das Denkmal des Wachsamen Hähnchens befindet sich im Essener Stadtkern und erinnert an Essener Gefallene im Ersten Weltkrieg. Das Motiv entstammt einer regionalen Sage.

## Geschichte

### Sage
Das Motiv des Denkmals geht auf eine Sage zurück, in der ein wachsamer Hahn die kleinstädtische Essener Bevölkerung vor Schaden bewahrte. Man erzählt sie sich wie folgt:
An einem heißen Sommertag hatte die Bürgermeisterstochter zu ihrer prächtigen Hochzeit geladen. Dabei wurde am Abend in den Schenkstuben kräftig gefeiert und getrunken, so dass selbst die Nachtwächter und der Turmbläser nicht zu ihrem Dienst erscheinen konnten. Unterdessen erklomm zur frühen Morgenstunde eine zwanzigköpfige Räuberbande, scheinbar unbemerkt von der Bevölkerung, mit Seilen die Stadtmauer. Der Hahn wurde durch den Lärm der Räuber geweckt und schrie laut sein Kikeriki über die damalige Kleinstadt. Die Essener waren sofort wach, da sie gewohnt waren, beim ersten Hahnenschrei aufzustehen. So dauerte es nicht lang, bis die Räuberbande entdeckt war. Eilig ließ man die Glocken der Stadt läuten, die Schützen griffen zu ihren Waffen und schlugen die Räuber in die Flucht. So feierten die Essener noch einen weiteren Tag und schenkten dem wachsamen Hähnchen aus großer Dankbarkeit ein Leben in Freiheit.

Max Fiedler, ehemaliger Musikdirektor der Stadt Essen, hat das Schützenlied in Erinnerung an das wachsame Hähnchen in der von ihm 1931 komponierten Ouvertüre „Essen“ verarbeitet:

„Wer kaufet, wer kaufet ein wachsames Hähnchen? Es ist ja so lieblich, so weiß wie ein Schwänchen. Wer kaufet einen wachsamen Hahn?“

### Denkmal
Das wachsame Hähnchen ist das Symbol des Essener Schützenvereins 1390 und bis heute Teil dessen Wappens. Auf seine Initiative wurde das Denkmal mit dem auf einer Stele sitzenden, goldfarbenen wachsamen Hähnchen aufgestellt, das zudem an Essener Kriegstote aus dem Ersten Weltkrieg erinnert.

1929 wurde bei einer Generalversammlung die Aufstellung eines Denkmals beschlossen, wobei die Stadt Essen um einen geeigneten Platz für das Denkmal ersucht wurde. Bei Veröffentlichung der Entwürfe im Februar 1930 war das Schützenmal bereits als Kriegerdenkmal geplant. Die Inschrift auf der steinernen Stele lautet: 

„Die Essener Schützen ihren Gefallenen 1914–1918“

 Als Aufstellungsort wurde zunächst der Kornmarkt gewählt, auf dem am 1. Juni 1930 die feierliche Enthüllung stattfand. Zur Enthüllung hieß der Präsident des Essener Alten Schützenvereins, Theo Gaßmann, die Gäste willkommen; darunter der Vertreter des Essener Oberbürgermeisters Stadtrechtsrat Schneider, die Vertreter der Verbände und Organisationen sowie die Gesangsvereine Sanssouci und Huttrop 1897. Der Vereinspräsident hielt folgende Ansprache: 

„Zu einer Zeit, die auf allen Gebieten restlos neuen Zielen aufstrebt, errichten wir dieses Sinnbild der alten Zeit, dieses Wahrzeichen der Vergangenheit unserer Vaterstadt Essen. Wenn wir die Vergangenheit betrachten, dann können wir überraschende Ähnlichkeiten feststellen zwischen der Zeit, da die Essener Schützen die Armbrust schulterten, und der Gegenwart. Die Schützen waren in ihrer Zeit, vom 13. Jahrhundert her, eine bittere Notwendigkeit für die Bürger der Stadt, die ihr Eigenleben, ihre Selbständigkeit zu schützen hatten. Die Formen haben sich gewandelt, aber die Zeiten kehren wieder und stellen immer aufs neue die Menschen vor die Aufgabe, sich im Widerstreit feindlicher Kräfte zu behaupten. Unsere Tage sind sicherlich nicht minder hart und kampfbewegt, wie die Tage unserer Altvorderen und auch für uns gilt der Ruf der alten Zeit: "Auf die Schanzen!". Aus diesem Gefühl lebendigen Verbundenseins mit der Vergangenheit heraus haben wir dieses Denkmal errichtet. Wir gedenken unserer Väter, wir ehren ihr Wirken und Streben, ihre Treue und Tüchtigkeit, ihren Wagemut und ihre Opferbereitschaft, ihren Sinn für das Gemeinwohl, indem wir das alte Wahrzeichen, den "Wachsamen Hahn" hier auf dem ältesten Platz Essens, dem Kornmarkt, aufrichten. Wie unsere Väter in verklungenen Tagen auf die Böcke gestiegen sind, um den Feind zurückzuschlagen, so haben unsere Väter und Brüder im Weltkriege durch den Wall ihrer lebendigen Leiber die deutsche Heimat geschützt. Darum glaubten wir berechtigt zu sein, dieses Denkmal der alten Schützen zu weihen den Vätern und Brüdern des großen Krieges, soweit sie unsere Schützenbrüder waren.“

 Danach fiel die Hülle und Stadtrechtsrat Schneider übernahm das Denkmal im Auftrag des Oberbürgermeisters in den Schutz der Stadt. Dabei legte er einen Kranz zum Gedenken an die gefallenen Schützen am Fuß des Ehrenmals nieder. Ein zweiter Kranz kam vom Vertreter der Arbeitsgemeinschaft der Essener Schützenvereine. Mit dem Deutschlandlied schloss die Veranstaltung. Am gleichen Tag gegen 17 Uhr fand zu diesem Ereignis eine Parade mehrerer Schützenvereine auf dem Burgplatz statt, die sich dann zum Stadtgarten begab.
1933 stellten die Schützen bei einer Begehung des Kornmarktes fest, dass dieser Platz nicht mehr angemessen sei, und baten im Oktober des Jahres um Versetzung des Denkmals, die folglich im April 1934 stattfand. Seitdem befindet sich das Kriegerdenkmal auf dem Kurienplatz, zwischen 1994 und 2024 Kardinal-Hengsbach-Platz, heute Friedensplatz. 1936 ließ der damalige Oberbürgermeister Theodor Reismann-Grone die auf dem Denkmal sitzende Figur des wachsamen Hähnchens vergolden. Diese Möglichkeit ergab sich aus ausgeglichenen Bilanzen der Stadt, die damals auch Verbindlichkeiten abbauen konnte.
1978 wurde das Denkmal wegen Umbau des Kurienplatzes abgebaut und bei einer Mülheimer Firma eingelagert. Dieses Verschwinden habe zu großem Bedauern bei der Essener Bevölkerung geführt, so der damalige Oberbürgermeister Horst Katzor. Als Übergangslösung wurde das Denkmal im März 1979 auf dem Kennedyplatz vor dem Amerikahaus, das wegen noch fehlendem Rathaus als Sitz des Oberbürgermeisters diente, aufgestellt. Nach Fertigstellung des Kurienplatzes bekam das Denkmal dort im Oktober 1980 endgültig seinen Standort.
Bis 1995 diente das Denkmal des wachsamen Hähnchens als Erinnerungsort der Essener Schützen. Bei Gedenkveranstaltungen wurden Kränze für verstorbene Schützenbrüder niedergelegt.

## Trivia
Einer der Züge der Grugabahn wurde auf den Namen Wachsames Hähnchen getauft.
Das Wachsame Hähnchen ist auch eine Figur beim nahen Glockenspiel.
Der zeitweise in Essen lebende Schriftsteller und Journalist Erik Reger veröffentlichte 1932 sein Werk Das wachsame Hähnchen. Polemischer Roman. Nach der Machtergreifung 1933 wurde das Buch durch die Nationalsozialisten verboten.